# 火山口湖國家公園

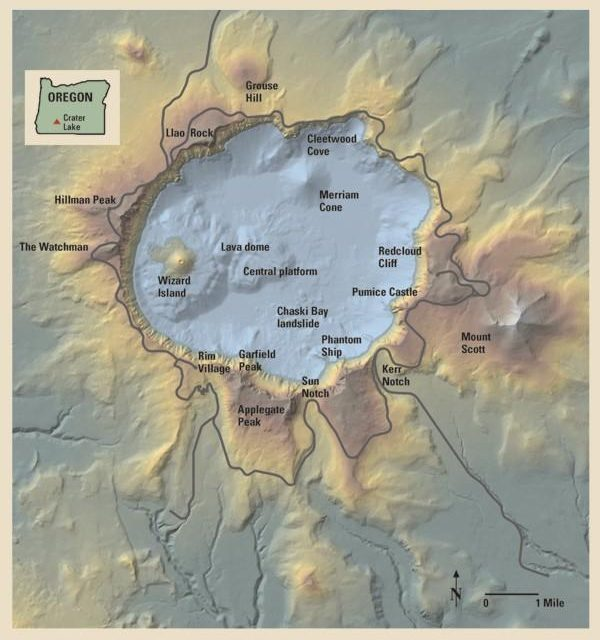
火山口湖地區的立體地圖

火山口湖國家公園（英語：Crater Lake National Park）或克雷特湖國家公園、綺麗湖國家公園是位於美國奧勒岡州南部的一個國家公園。火山口湖國家公園是奧勒岡州內唯一的一個國家公園。火山口湖國家公園中最為知名的景點是火山口湖，它的形成是因為大約7000年前的馬札馬火山爆發後所遺留下來的火山口。如今它是美國最深最藍的湖泊，深度達1,949英尺（594）。除了火山口湖之外，該公園的特色是其豐富的火山活動地質景觀。清澈的湖水完全來自雨水和雪水的補充。每年來火山口湖國家公園參觀的遊客人數在40萬人左右。

## 外部連結
- 官方網站：火山口湖國家公園 （页面存档备份，存于）
- NASA地球觀測所的火山口湖照片 （页面存档备份，存于）
- Google地圖的火山口湖照片